# Назруллаев, Ибодулла
Ибодулла Назруллаев (узб. Ibodulla Nazrullayev;1927, Гиждуван, Бухарская область, Узбекская ССР — июль 1987, там же) — советский, узбекский художник-керамист, гончар, представитель гиждуванской гончарной школы в 6-м поколении и единственной сохранившейся династии потомственных керамистов Гиждувана — Назруллаевых.
Вместе со своим учителем Усманом Умаровым возродил и сохранил школу керамики Гиждувана и способствовал её дальнейшему развитию.

## Биография
Родился в 1927 году в Гиждуване в семье потомственного гончара, пять поколений его предков занимались гончарным ремеслом. Прадед — усто Шарифиддин Гиждувоний родился в 1790 году, был известным мастером и передал свои знания сыну — усто Эргашу, который воспитал двоих мастеров: своих сыновей — усто Назри и Тоша Эргашевых. Дядя Ибодуллы, Тош скончался в 1932 году. В возрасте восьми лет Ибодулла потерял мать, а когда ему исполнилось десять, в 1937 году его отец Назри был арестован, из мест заключения он не вернулся. Мальчика оставшегося сиротой усыновил сосед Усмон Умаров, тоже мастер гончар, который начал приобщать его к традициям древнего ремесла и обучил его гончарному делу. 
На протяжении многих лет работал в артелях «Кувват» и «Намуна». Работал по обмену опытом в Москве, в 1961 году в Риге, где трудился на Рижском керамическом заводе. По словам Алишера Назруллаева в 1961 году мастерская Ибодуллы Назруллаева закрылась из-за отсутствия спроса на керамическую посуду, его спас от разорения и банкротства, писатель Константин Симонов, который находился в это время в командировке в Узбекистане. По рекомендации Симонова, мастер и его приёмный отец были приняты в Союз художников СССР, им также была выделена материальная помощь на строительство новой мастерской.
В 1974 году построил гончарную мастерскую в своём доме, продолжая работать в артели «Намуна». Мастерская Назруллаева стала платформой для сохранения практически исчезнувшей на тот момент традиционной школы керамики Гиждувана. Ибодулле и его учителю Усману Умарову принадлежит заслуга в её возрождении и дальнейшем развитии.

## Семья
- Сын: Алишер Ибодуллаевич Назруллаев (род. 1953) — советский, узбекский художник-керамист, гончар, академик Академии художеств Узбекистана, народный мастер Узбекистана[7].
- Сын: Абдулла Ибодуллаевич Назруллаев (род. 1963) —  узбекский художник-керамист, народный мастер Узбекистана (2021)[8].
- Дочери: Зебинисо, Мехринисо, Махбуби, Матлуба, Мавлуда, Манзура, Назира, Нодира, Дилфуза[9].

## Память
- В 1996 году в доме где жил мастер был открыт дом-музей, в котором хранятся его работы.
- В 2000 году в Гиждуване был открыт музей керамики имени Ибодуллы Назруллаева, в экспозицию которого входят работы, созданные династией Назруллаевых, характерные гончарные изделия керамических центров Узбекистана и Центральной Азии.
- В 1997 году в Ташкенте прошла выставка, посвящённая 70-летию со дня рождения мастера[1].
- В 2022 году в Ташкенте прошла выставка, посвящённая 95-летию со дня рождения мастера, на которой экспонировалось 80 его работ, хранящихся в фондах Дирекции художественных выставок Академии художеств Узбекистана[10].

## Творчество
Работы Ибодуллы Нарзуллаева говорят о высочайшем уровне его мастерства: изысканно гармоничные пропорции сосудов, блюд-ляганов. Ещё большую живописность росписи предметов придают растёкшиеся капли краски, узнаваемый приём, характерный для гиждуванской керамики. Использовал в работе цвета тёплых, естественных оттенков: коричневого, охристого, жёлтого, изумрудно-зелёного, кобальтового, иногда до шести — восьми в одной росписи.
Созданные им предметы: чаши, тарелки, чашки отличаются гармонией и нежностью ярких красок, чёткостью и очарованием композиций, в них широко использованы традиционные элементы ислими и геометрические узоры. Наряду с реалистичными изображениями использовал образы мифических птиц, особенно известны блюда-ляганы мастера с изображением павлинов (павлинья чаша). Работы мастера находятся в собраниях музеев 40 стран мира, в частности, в коллекции Государственного исторического музея, музее-заповеднике Царицыно.